# Stanisław Julian Ignacy Ostroróg
Ne doit pas être confondu avec Stanisław Julian Ostroróg.
Pour les articles homonymes, voir Ostroróg (homonymie).
Stanisław Julian Ignacy Ostroróg dit aussi Lucien Waléry, Stanislas Waléry et Laryew (1863-1929) est un photographe britannique d'origine polonaise, actif surtout à Paris, qui produisit une remarquable galerie de portraits liés au milieu de la nuit, qui couvre la période Belle Époque et les années folles.
Il a hérité du studio de son père, Stanisław Julian Ostroróg et de sa marque, « Walery », francisée « Waléry ».

## Biographie
Né à Londres le 12 septembre 1863 de Teodozja Waleria Gwozdecka et du comte Stanisław Julian Ostroróg, Stanisław Julian Ignacy a également un frère, Léon Ostroróg, qui fut diplomate. La famille s'installe à Paris en 1871 où le père ouvre un studio de photographie sous la marque « Walery » (sans accent), en hommage au prénom de son épouse. Vers 1883, ils reviennent à Londres, où un nouveau studio est inauguré sur Regent Street, et obtient un grand succès auprès d'une clientèle fortunée. Le jeune homme rejoint alors son père dans l'atelier et commence à exercer le métier de portraitiste, le remplaçant en 1890 au moment de sa mort soudaine,.
La vie de Stanisław Julian Ignacy avant son installation à Paris reste peu documentée. Selon le photographe et chercheur Hugues Fontaine, il aurait quitté Paris au moment de la Commune et rejoint le bastion familiale en Pologne alors sous domination de l'Empire russe pour y parfaire son éducation. De retour à Londres et après un bref passage dans la Royal Artillerie à Woolwich en 1881, son père l'envoie en apprentissage à Paris pour suivre une formation en techniques photographiques. Après son retour au studio Walery de Londres, il décide de voyager, d'abord au Mexique, puis en Afrique australe, armé d'une chambre photographique. En juin 1890, il reprend les rênes du studio paternel.

### Carrière photographique

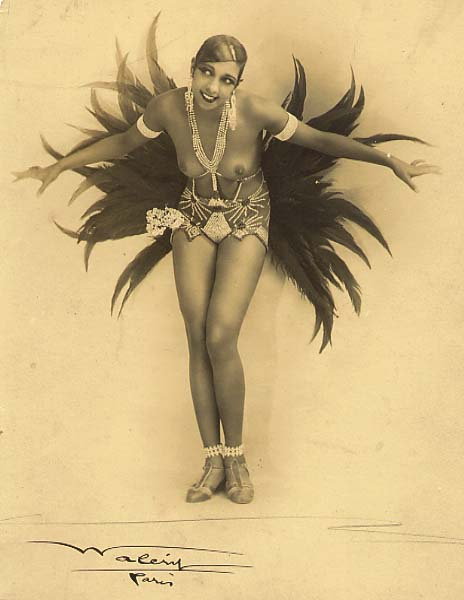
Josephine Baker, portrait signé « Waléry, Paris », 1926.

À Londres, il décide de s'associer à Alfred Ellis (en) (1854–1930) et fonde le studio Ellis & Walery, qui est actif sur Baker Street jusqu'en 1908. Durant cette période, il s'intéresse à l'héliogravure, procédé encore balbutiant d'impression et de reproduction d'images d'art, mais poursuit surtout l'activité de portraitiste qu'avait son père, et profite de sa clientèle prestigieuse. Ainsi, les portraits originaux signés Walery postérieurs à 1890 sont bien souvent de sa main.
Vers 1900 — la date reste imprécise — il ouvre un studio à Paris à son compte et dans les anciens locaux de son père, au 9 bis de la rue de Londres ; ce studio est dirigé au moins depuis 1898 par Charles Auguste Varsavaux. Il se spécialise dans les portraits d'artistes de cabaret et produit des formats cabinet. Alors que son entreprise française prospère, il rompt le partenariat londonien avec Ellis en 1908. Dans les années 1920, il se concentre sur la photographie d'art et expérimente la figure du modèle, en de nouveaux cadrages, éclairages et mises en scène. Pendant cette période, il utilise le pseudonyme « Laryew » et produit sous ce nom un livre de cent héliogravures, intitulé Nus - Cent Photographies originales (Paris, Librairie des arts décoratifs A. Calavas, 1923). Il obtient un gros succès avec sa série de photographies de Joséphine Baker, publiée en 1926. Il produit des études sur le nu féminin destinées aux étudiants en anatomie et en art.
Parmi ses clients parisiens, on trouve notamment les Folies Bergère, la Société de géographie, les salons de peintures, ainsi qu'une série pour Les Grandes Figures médicales contemporaines. Il fut le photographe officiel pour la Saison Russe parisienne de 1912.
Stanisław Julian Ignacy Ostroróg a utilisé de nombreux pseudonymes tels que Lucien Waléry, Stanislas Walery, Laryew ou Yrelaw (anagramme de Walery), ces deux derniers peut-être pour dissimuler une production de clichés de nature érotique.

## Décès et fin du studio

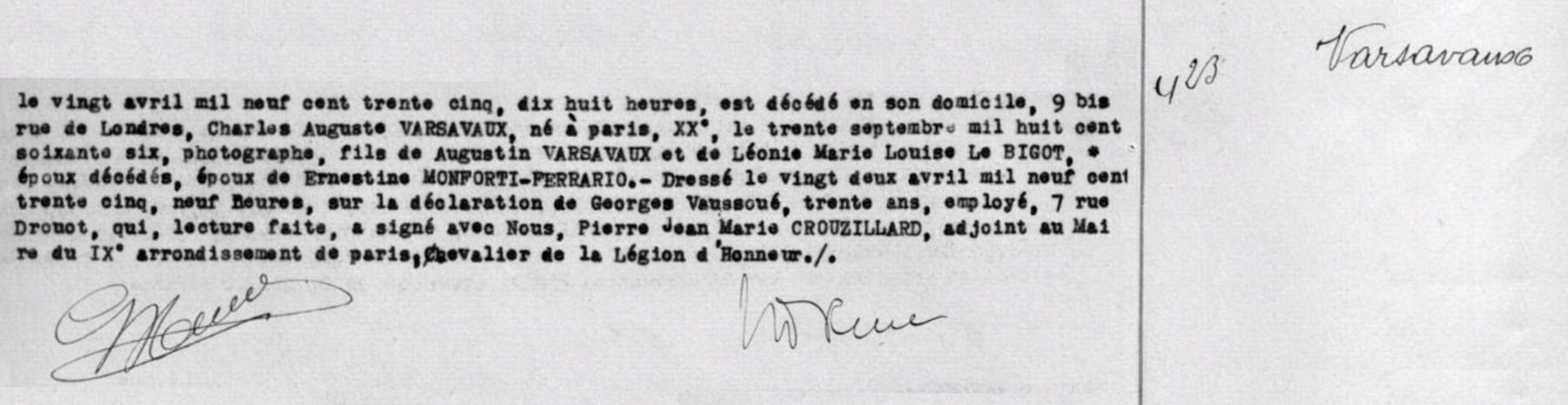
Acte de décès de Varsavaux, photographe, indiqué à l'adresse du studio de Waléry.

Il meurt à Paris le 22 février 1929 ; le studio Waléry de Paris est continué par Charles Auguste Varsavaux (1866–1935) rue de Londres. Il existe très peu de documentation sur la nature de la relation d'affaires entre les deux — il semble avoir dirigé le studio Waléry —, et un acte de décès (ci-contre) de ce dernier tend à prouver qu'il résidait également bien dans les mêmes locaux.

## Vie privée
Il épouse Joyce Audrey Rede Fowke (1877–1930), petite-fille de Henry Cole, en 1897 à Chelsea. Le couple a trois enfants survivants, Stanislaus John, Joyce et Sally.

## Collections publiques
- Londres, National Portrait Gallery.
- Paris, musée d'Orsay — 72 portraits.
- Québec, Musée national des beaux-arts du Québec[9]